# J'ai oublié de te dire...
Pour plus de détails, voir Fiche technique et Distribution.
J'ai oublié de te dire... est un film franco-belgo-espagnol réalisé par Laurent Vinas-Raymond. Tourné en 2008 dans les Pyrénées-Orientales, il est présenté le 15 décembre 2009 au Festival international du film de Dubaï et en salles (France) à partir du 28 avril 2010.

## Synopsis
Marie (Émilie Dequenne), une jeune fille sans argent et sans famille, quitte le Nord pour la région de Perpignan. Elle ne possède qu'un don, celui du dessin.
Elle rencontre Jaume (Omar Sharif), un vieux monsieur, ancien maillot jaune du Tour de France et artiste-peintre de talent.
Entre eux, une amitié va naître autour de leur passion commune de l'art... Seulement Jaume est malade, souffrant d'une sorte de dégénérescence qui lui fait oublier sa propre vie... Il refuse de finir attaché dans un hôpital. Marie va l'aider à mourir.

## Fiche technique
- Titre : J'ai oublié de te dire...
- Décors : William Abello
- Costumes : Carole Hontebeyrie
- Photographie : Gérard Stérin
- Son : Christophe Penchenat
- Montage : Agathe Cauvin

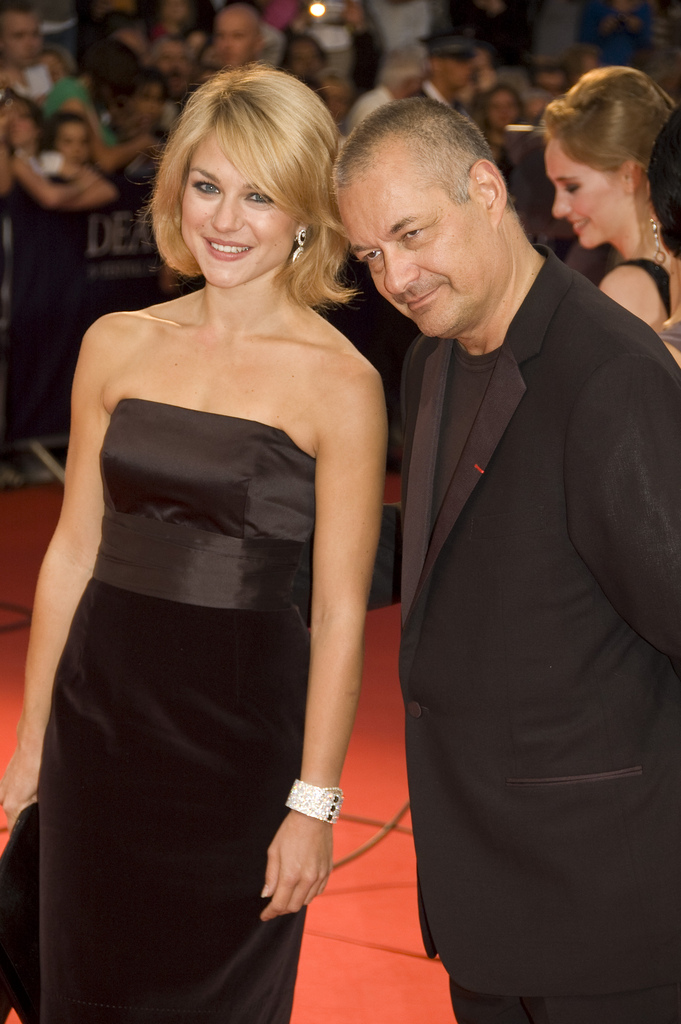
L'actrice principale Émilie Dequenne aux côtés du cinéaste Jean-Pierre Jeunet au Festival du Film Américain de Deauville 2009.

- Musique : Joanna Bruzdowicz, Georges Moustaki, Jean-Pierre Abed, Lluís Llach
- Production : Pascal Servais - SENECA Productions
- Coproduction : Cat. Studios Production, Nexux Factory, Acacia Films Productions
- Distribution : Colifilms
- Langue originale : français
- Dates de sortie : 
  - Émirats arabes unis : 15 décembre 2009 (Festival international du film de Dubaï)
  - France : 28 avril 2010

## Distribution
- Omar Sharif : Jaume, un vieux peintre, ancien coureur cycliste, qui souffre d'une maladie orpheline parente de la Maladie d'Alzheimer
- Émilie Dequenne : Marie, une jeune femme récemment sortie de prison qui devient son amie
- Anne Canovas : Gabrielle, la sœur de Jaume
- Franck Gourlat : Baptiste, l'ami de Jaume, un sympathique garagiste
- Jérôme Pouly : Frédo, l'homme à tout faire, attardé mental, de Jaume
- Cali : lui-même chantant au bal
- Olivier Brun : Julien, un petit malfrat, l'ex-petit ami de Marie
- Valérie Baurens : le docteur Fabregas, le médecin-chef du centre Alzheimer
- Dimitri Rataud : le docteur Mercier
- Philippe Laudenbach : le docteur Simon
- Georges Pawloff : Monsieur Joffre, le propriétaire agricole
- Grégory Herpe : un gendarme
- Christophe Calmel : un gendarme
- Xavier Montserrat : le collègue de Baptiste
- Jean-Pierre Llaurens : l'épicier
- Sabine Pietraszek : l'institutrice
- Stéphane Roussel (acteur) : le cycliste
- Alexia Garcia : une infirmière
- Éléonore Zinska : une infirmière
- Christophe Idre : le pêcheur
- Marion Parenty : Florine, une amie de Marie
- Virgine Haro : Cécile, une amie de Marie
- Cécile Cases-Carassus : l'infirmière brune